# Служба разведки сигналов
Слу́жба разве́дки сигна́лов (англ. Signal Intelligence Service, сокращённо SIS) — американская служба радиотехнической разведки, работавшая в интересах подразделений криптоанализа армии США.

## История
Служба разведки сигналов (SIS) принадлежала подразделению криптоанализа армии США со штаб-квартирой в Арлингтон-Холле (бывший университетский городок в колледже Арлингтон-Холл для женщин, штат Вирджиния). Информация о факте существования данной службы была секретной. SIS была ранним предшественником современного Агентства национальной безопасности (АНБ). Вольф Фридман возглавил службу с тремя «младшими криптоаналитиками» в апреле 1930 года. Их именами были Франк Роулетт, Абрахам Синков и Соломон Кульбак. До этого все трое из них были учителями математики, но не имели образования в области криптоанализа. Фридман был генетиком, который получил опыт криптоаналитика в отделе шифрования лаборатории Ривербанка Джорджа Фабяна в 1915—1917 годах до начала Первой мировой войны. Помимо дешифрования иностранной переписки, они отвечали за все, что связано с криптографией в Министерстве обороны США. Первоначальный бюджет SIS был крайне ограничен, остро не хватало оборудования, необходимого для перехвата сообщений и последующего их дешифрования.
|                           |                                    |                                     |                                      |
| Вольф Фридман (глава SIS) | Фрэнк Роулетт (мл. криптоаналитик) | Абрахам Синков (мл. криптоаналитик) | Соломон Кульбак (мл. криптоаналитик) |

## Участие в проекте «Венона»
В середине Второй мировой войны, в 1943 году,  армейская служба разведки сигналов (позднее — агентство безопасности вооружённых сил) начала перехватывать советский разведывательный трафик, отправляемый главным образом из Нью-Йорка. Данному проекту было присвоено кодовое название «Венона». К 1945 году было перехвачено около 200 000 сообщений, что свидетельствовало об уровне размаха советской разведывательной деятельности. 20 декабря 1946 года Мередит Гарднер совершил первый прорыв в ходе реализации операции «Венона», раскрыв существование советского шпионажа в Лос-Аламосской национальной лаборатории по сверхсекретному Манхэттенскому проекту — разработке ядерного оружия.

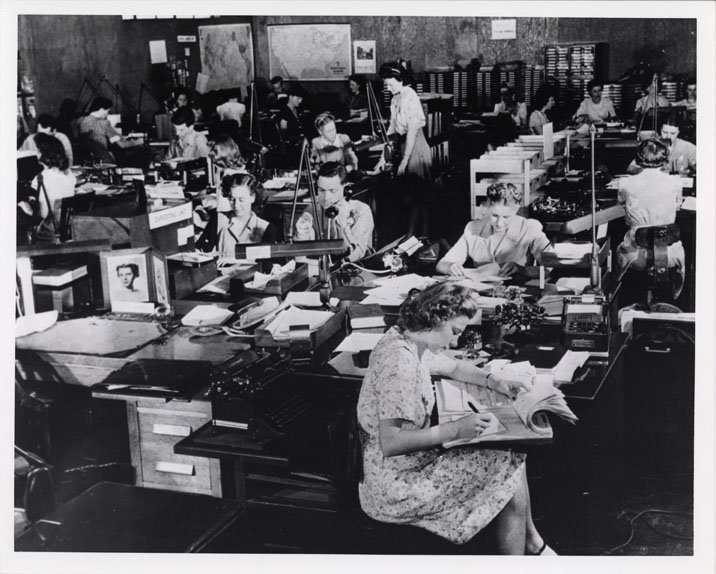
Персонал службы разведки вооруженных сил США в Арлингтон-холле (приблизительно 1943 год)

## Сети перехвата
Сеть перехвата армии во время Второй мировой войны имела шесть стационарных станций, которые концентрировались на японских военных сигналах и дипломатической переписке:
- станция Vint Hill Farms, Уоррентон (Вирджиния);
- Two Rock Ranch, Петалума (Калифорния);
- Асмэра (Эритрея);
- Форт-Шафтер (Гавайи);
- Фэрбанкс (Аляска);
- Нью-Дели (Индия).